# Collegio elettorale di Felizzano
Il collegio elettorale di Felizzano è stato un collegio elettorale uninominale del Regno di Sardegna. Il collegio fu istituito con Regio editto del 17 marzo del 1848. Comprendeva i mandamenti di Felizzano, Oviglio e Castellazzo.

## Dati elettorali
Nel collegio si svolsero votazioni per sette legislature e fu poi unito al collegio di Oviglio.

### I legislatura
Le votazioni si svolsero in 222 collegi uninominali a doppio turno. Come previsto dal decreto n. 680 del 17 marzo 1848, era eletto al primo turno il candidato che «riunisce in suo favore più del terzo dei voti del total numero dei membri componenti il collegio e più della metà dei suffragi dati dai votanti presenti all'adunanza» (art. 92). Se nessun candidato era eletto, al ballottaggio tra i due candidati con più voti era eletto chi otteneva il maggior numero di voti (art. 93) o, in caso di ugual numero di voti, il maggiore d'età (art. 94).
| Partito                            | Partito                            | Candidato                          | Risultati 27 aprile 1848 | Risultati 27 aprile 1848 |
| Partito                            | Partito                            | Candidato                          | Voti                     | %                        |
| ---------------------------------- | ---------------------------------- | ---------------------------------- | ------------------------ | ------------------------ |
|                                    | —                                  | Antonio Franzini                   | 210                      | 100,00                   |
|                                    |                                    |                                    |                          |                          |
| Iscritti                           | Iscritti                           | Iscritti                           | 357                      | 100,00                   |
| ↳ Votanti (% su iscritti)          | ↳ Votanti (% su iscritti)          | ↳ Votanti (% su iscritti)          | 246                      | 68,91                    |
| ↳ Voti validi (% su votanti)       | ↳ Voti validi (% su votanti)       | ↳ Voti validi (% su votanti)       | 210                      | 85,37                    |
| ↳ Schede non valide (% su votanti) | ↳ Schede non valide (% su votanti) | ↳ Schede non valide (% su votanti) | 36                       | 14,63                    |
| ↳ Astenuti (% su iscritti)         | ↳ Astenuti (% su iscritti)         | ↳ Astenuti (% su iscritti)         | 111                      | 31,09                    |

L'onorevole Franzini decadde dalla carica di ministro il 23 luglio 1848. Fu nominato nuovamente ministro della guerra il 15 agosto successivo e quindi decadde dalla carica di deputato; il collegio fu riconvocato. 
| Partito                            | Partito                            | Candidato                          | Primo turno 30 settembre 1848 | Primo turno 30 settembre 1848 | Ballottaggio 1º ottobre 1848 | Ballottaggio 1º ottobre 1848 |
| Partito                            | Partito                            | Candidato                          | Voti                          | %                             | Voti                         | %                            |
| ---------------------------------- | ---------------------------------- | ---------------------------------- | ----------------------------- | ----------------------------- | ---------------------------- | ---------------------------- |
|                                    | —                                  | Antonio Franzini                   | 50                            | 71,43                         | 81                           | 61,83                        |
|                                    | —                                  | Vincenzo Gioberti                  | 20                            | 28,57                         | 50                           | 38,17                        |
|                                    |                                    |                                    |                               |                               |                              |                              |
| Iscritti                           | Iscritti                           | Iscritti                           | 357                           | 100,00                        | 357                          | 100,00                       |
| ↳ Votanti (% su iscritti)          | ↳ Votanti (% su iscritti)          | ↳ Votanti (% su iscritti)          | 85                            | 23,81                         | 142                          | 39,78                        |
| ↳ Voti validi (% su votanti)       | ↳ Voti validi (% su votanti)       | ↳ Voti validi (% su votanti)       | 70                            | 82,35                         | 131                          | 92,25                        |
| ↳ Schede non valide (% su votanti) | ↳ Schede non valide (% su votanti) | ↳ Schede non valide (% su votanti) | 15                            | 17,65                         | 11                           | 7,75                         |
| ↳ Astenuti (% su iscritti)         | ↳ Astenuti (% su iscritti)         | ↳ Astenuti (% su iscritti)         | 272                           | 76,19                         | 215                          | 60,22                        |

### II legislatura
Le votazioni si svolsero in 222 collegi uninominali a doppio turno con la stessa normativa precedente (al primo turno un numero di voti maggiore di un terzo degli iscritti).
| Partito                            | Partito                            | Candidato                          | Primo turno 22 gennaio 1849 | Primo turno 22 gennaio 1849 | Ballottaggio 28 gennaio 1849 | Ballottaggio 28 gennaio 1849 |
| Partito                            | Partito                            | Candidato                          | Voti                        | %                           | Voti                         | %                            |
| ---------------------------------- | ---------------------------------- | ---------------------------------- | --------------------------- | --------------------------- | ---------------------------- | ---------------------------- |
|                                    | —                                  | Raffaele Cadorna                   | 112                         | 55,17                       | 116                          | 52,97                        |
|                                    | —                                  | Antonio Franzini                   | 91                          | 44,83                       | 103                          | 47,03                        |
|                                    |                                    |                                    |                             |                             |                              |                              |
| Iscritti                           | Iscritti                           | Iscritti                           | 340                         | 100,00                      | 340                          | 100,00                       |
| ↳ Votanti (% su iscritti)          | ↳ Votanti (% su iscritti)          | ↳ Votanti (% su iscritti)          | 209                         | 61,47                       | 229                          | 67,35                        |
| ↳ Voti validi (% su votanti)       | ↳ Voti validi (% su votanti)       | ↳ Voti validi (% su votanti)       | 203                         | 97,13                       | 219                          | 95,63                        |
| ↳ Schede non valide (% su votanti) | ↳ Schede non valide (% su votanti) | ↳ Schede non valide (% su votanti) | 6                           | 2,87                        | 10                           | 4,37                         |
| ↳ Astenuti (% su iscritti)         | ↳ Astenuti (% su iscritti)         | ↳ Astenuti (% su iscritti)         | 131                         | 38,53                       | 111                          | 32,65                        |

L'onorevole Cadorna optò per il collegio di Oleggio il 10 febbraio 1849; il collegio fu riconvocato. 
| Partito                            | Partito                            | Candidato                          | Primo turno 20 marzo 1849 | Primo turno 20 marzo 1849 | Ballottaggio 21 marzo 1849 | Ballottaggio 21 marzo 1849 |
| Partito                            | Partito                            | Candidato                          | Voti                      | %                         | Voti                       | %                          |
| ---------------------------------- | ---------------------------------- | ---------------------------------- | ------------------------- | ------------------------- | -------------------------- | -------------------------- |
|                                    | —                                  | Giovanni Antonio Carbonazzi        | 26                        | 56,52                     | 36                         | 56,25                      |
|                                    | —                                  | Antonio Mantelli                   | 20                        | 43,48                     | 28                         | 43,75                      |
|                                    |                                    |                                    |                           |                           |                            |                            |
| Iscritti                           | Iscritti                           | Iscritti                           | 340                       | 100,00                    | 340                        | 100,00                     |
| ↳ Votanti (% su iscritti)          | ↳ Votanti (% su iscritti)          | ↳ Votanti (% su iscritti)          | 52                        | 15,29                     | 64                         | 18,82                      |
| ↳ Voti validi (% su votanti)       | ↳ Voti validi (% su votanti)       | ↳ Voti validi (% su votanti)       | 46                        | 88,46                     | 64                         | 100,00                     |
| ↳ Schede non valide (% su votanti) | ↳ Schede non valide (% su votanti) | ↳ Schede non valide (% su votanti) | 6                         | 11,54                     | 0                          | 0,00                       |
| ↳ Astenuti (% su iscritti)         | ↳ Astenuti (% su iscritti)         | ↳ Astenuti (% su iscritti)         | 288                       | 84,71                     | 276                        | 81,18                      |

### III legislatura
Le votazioni si svolsero in 204 collegi uninominali a doppio turno con la normativa del 1848 (al primo turno un numero di voti maggiore di un terzo degli iscritti).
| Partito                            | Partito                            | Candidato                          | Primo turno 15 luglio 1849 | Primo turno 15 luglio 1849 | Ballottaggio 22 luglio 1849 | Ballottaggio 22 luglio 1849 |
| Partito                            | Partito                            | Candidato                          | Voti                       | %                          | Voti                        | %                           |
| ---------------------------------- | ---------------------------------- | ---------------------------------- | -------------------------- | -------------------------- | --------------------------- | --------------------------- |
|                                    | —                                  | Giovanni Antonio Carbonazzi        | 75                         | 60,48                      | 116                         | 61,70                       |
|                                    | —                                  | Perpetuo Novelli                   | 49                         | 39,52                      | 72                          | 38,30                       |
|                                    |                                    |                                    |                            |                            |                             |                             |
| Iscritti                           | Iscritti                           | Iscritti                           | 389                        | 100,00                     | 389                         | 100,00                      |
| ↳ Votanti (% su iscritti)          | ↳ Votanti (% su iscritti)          | ↳ Votanti (% su iscritti)          | 141                        | 36,25                      | 189                         | 48,59                       |
| ↳ Voti validi (% su votanti)       | ↳ Voti validi (% su votanti)       | ↳ Voti validi (% su votanti)       | 124                        | 87,94                      | 188                         | 99,47                       |
| ↳ Schede non valide (% su votanti) | ↳ Schede non valide (% su votanti) | ↳ Schede non valide (% su votanti) | 17                         | 12,06                      | 1                           | 0,53                        |
| ↳ Astenuti (% su iscritti)         | ↳ Astenuti (% su iscritti)         | ↳ Astenuti (% su iscritti)         | 248                        | 63,75                      | 200                         | 51,41                       |

### IV legislatura
Le votazioni si svolsero in 204 collegi uninominali a doppio turno con la normativa del 1848 (al primo turno un numero di voti maggiore di un terzo degli iscritti).
| Partito                            | Partito                            | Candidato                          | Primo turno 9 dicembre 1849 | Primo turno 9 dicembre 1849 | Ballottaggio 10 dicembre 1849 | Ballottaggio 10 dicembre 1849 |
| Partito                            | Partito                            | Candidato                          | Voti                        | %                           | Voti                          | %                             |
| ---------------------------------- | ---------------------------------- | ---------------------------------- | --------------------------- | --------------------------- | ----------------------------- | ----------------------------- |
|                                    | —                                  | Perpetuo Novelli                   | 95                          | 66,90                       | 107                           | 62,94                         |
|                                    | —                                  | Antonio Mantelli                   | 47                          | 33,10                       | 63                            | 37,06                         |
|                                    |                                    |                                    |                             |                             |                               |                               |
| Iscritti                           | Iscritti                           | Iscritti                           | 391                         | 100,00                      | 391                           | 100,00                        |
| ↳ Votanti (% su iscritti)          | ↳ Votanti (% su iscritti)          | ↳ Votanti (% su iscritti)          | 164                         | 41,94                       | 173                           | 44,25                         |
| ↳ Voti validi (% su votanti)       | ↳ Voti validi (% su votanti)       | ↳ Voti validi (% su votanti)       | 142                         | 86,59                       | 170                           | 98,27                         |
| ↳ Schede non valide (% su votanti) | ↳ Schede non valide (% su votanti) | ↳ Schede non valide (% su votanti) | 22                          | 13,41                       | 3                             | 1,73                          |
| ↳ Astenuti (% su iscritti)         | ↳ Astenuti (% su iscritti)         | ↳ Astenuti (% su iscritti)         | 227                         | 58,06                       | 218                           | 55,75                         |

Il collegio proclamò eletto, in base ai risultati, l'avvocato Novelli ma contro l'elezione fu presentata una protesta al parlamento. Secondo la protesta l'avvocato Novelli, candidato ed elettore, nella sala dell'assemblea elettorale e prima del ballottaggio, aveva dichiarato esser falsa la voce sparsa che egli intendesse optare per il II collegio di Alessandria. Il relatore dell'ufficio, pur credendo irregolare il modo tenuto dal Novelli, concluse per la convalidazione, non parendogli l'incidente tale da pregiudicare l'indipendenza del voto dagli elettori. La Camera convalidò l'elezione nella tornata del 22 dicembre 1849; scelse di optare per il collegio di Felizzano nella tornata del 2 gennaio 1850. In seguito, il 18 novembre 1850, fu nominato preside del collegio delle Provincie e quindi decadde dalla carica di deputato. Il collegio fu riconvocato
| Partito                            | Partito                            | Candidato                          | Primo turno 27 dicembre 1850 | Primo turno 27 dicembre 1850 | Ballottaggio 29 dicembre 1850 | Ballottaggio 29 dicembre 1850 |
| Partito                            | Partito                            | Candidato                          | Voti                         | %                            | Voti                          | %                             |
| ---------------------------------- | ---------------------------------- | ---------------------------------- | ---------------------------- | ---------------------------- | ----------------------------- | ----------------------------- |
|                                    | —                                  | Alessandro Rocci                   | 98                           | 54,44                        | 136                           | 53,33                         |
|                                    | —                                  | Giuseppe Cornero                   | 82                           | 45,56                        | 119                           | 46,67                         |
|                                    |                                    |                                    |                              |                              |                               |                               |
| Iscritti                           | Iscritti                           | Iscritti                           | 397                          | 100,00                       | 397                           | 100,00                        |
| ↳ Votanti (% su iscritti)          | ↳ Votanti (% su iscritti)          | ↳ Votanti (% su iscritti)          | 227                          | 57,18                        | 257                           | 64,74                         |
| ↳ Voti validi (% su votanti)       | ↳ Voti validi (% su votanti)       | ↳ Voti validi (% su votanti)       | 180                          | 79,30                        | 255                           | 99,22                         |
| ↳ Schede non valide (% su votanti) | ↳ Schede non valide (% su votanti) | ↳ Schede non valide (% su votanti) | 47                           | 20,70                        | 2                             | 0,78                          |
| ↳ Astenuti (% su iscritti)         | ↳ Astenuti (% su iscritti)         | ↳ Astenuti (% su iscritti)         | 170                          | 42,82                        | 140                           | 35,26                         |

### V legislatura
Le votazioni si svolsero in 204 collegi uninominali a doppio turno con la normativa del 1848 (al primo turno un numero di voti maggiore di un terzo degli iscritti).
| Partito                            | Partito                            | Candidato                          | Risultati 8 dicembre 1853 | Risultati 8 dicembre 1853 |
| Partito                            | Partito                            | Candidato                          | Voti                      | %                         |
| ---------------------------------- | ---------------------------------- | ---------------------------------- | ------------------------- | ------------------------- |
|                                    | —                                  | Giuseppe Bertoldi                  | 206                       | 91,56                     |
|                                    | —                                  | Alessandro Rocci                   | 19                        | 8,44                      |
|                                    |                                    |                                    |                           |                           |
| Iscritti                           | Iscritti                           | Iscritti                           | 308                       | 100,00                    |
| ↳ Votanti (% su iscritti)          | ↳ Votanti (% su iscritti)          | ↳ Votanti (% su iscritti)          | 253                       | 82,14                     |
| ↳ Voti validi (% su votanti)       | ↳ Voti validi (% su votanti)       | ↳ Voti validi (% su votanti)       | 225                       | 88,93                     |
| ↳ Schede non valide (% su votanti) | ↳ Schede non valide (% su votanti) | ↳ Schede non valide (% su votanti) | 28                        | 11,07                     |
| ↳ Astenuti (% su iscritti)         | ↳ Astenuti (% su iscritti)         | ↳ Astenuti (% su iscritti)         | 55                        | 17,86                     |

### VI legislatura
Le votazioni si svolsero in 204 collegi uninominali a doppio turno dopo la modifica dei collegi della Sardegna nel 1856; venne applicata la normativa del 1848 (al primo turno un numero di voti maggiore di un terzo degli iscritti).
| Partito                            | Partito                            | Candidato                          | Primo turno 15 novembre 1857 | Primo turno 15 novembre 1857 | Ballottaggio 18 novembre 1857 | Ballottaggio 18 novembre 1857 |
| Partito                            | Partito                            | Candidato                          | Voti                         | %                            | Voti                          | %                             |
| ---------------------------------- | ---------------------------------- | ---------------------------------- | ---------------------------- | ---------------------------- | ----------------------------- | ----------------------------- |
|                                    | —                                  | Giuseppe Bertoldi                  | 132                          | 34,92                        | 247                           | 57,71                         |
|                                    | —                                  | Emilio Faà di Bruno                | 99                           | 26,19                        | 181                           | 42,29                         |
|                                    | —                                  | Camillo Carbonazzi                 | 77                           | 20,37                        |                               |                               |
|                                    | —                                  | Giovanni Dossena                   | 70                           | 18,52                        |                               |                               |
|                                    |                                    |                                    |                              |                              |                               |                               |
| Iscritti                           | Iscritti                           | Iscritti                           | 527                          | 100,00                       | 527                           | 100,00                        |
| ↳ Votanti (% su iscritti)          | ↳ Votanti (% su iscritti)          | ↳ Votanti (% su iscritti)          | 393                          | 74,57                        | 430                           | 81,59                         |
| ↳ Voti validi (% su votanti)       | ↳ Voti validi (% su votanti)       | ↳ Voti validi (% su votanti)       | 378                          | 96,18                        | 428                           | 99,53                         |
| ↳ Schede non valide (% su votanti) | ↳ Schede non valide (% su votanti) | ↳ Schede non valide (% su votanti) | 15                           | 3,82                         | 2                             | 0,47                          |
| ↳ Astenuti (% su iscritti)         | ↳ Astenuti (% su iscritti)         | ↳ Astenuti (% su iscritti)         | 134                          | 25,43                        | 97                            | 18,41                         |

### VII legislatura
Le votazioni si svolsero in 387 collegi uninominali a doppio turno. Come previsto dalla legge elettorale del 20 novembre 1859, era eletto al primo turno il candidato che «riunisce in suo favore più del terzo dei voti del total numero dei membri componenti il collegio e più della metà dei suffragi dati dai votanti presenti all'adunanza» (art. 91). Se nessun candidato era eletto, al ballottaggio tra i due candidati con più voti era eletto chi otteneva il maggior numero di voti (art. 92) o, in caso di ugual numero di voti, il maggiore d'età (art. 93).
| Partito                            | Partito                            | Candidato                          | Risultati 25 marzo 1860 | Risultati 25 marzo 1860 |
| Partito                            | Partito                            | Candidato                          | Voti                    | %                       |
| ---------------------------------- | ---------------------------------- | ---------------------------------- | ----------------------- | ----------------------- |
|                                    | —                                  | Giovanni Dossena                   | 259                     | 54,18                   |
|                                    | —                                  | Camillo Ferrati                    | 141                     | 29,50                   |
|                                    | —                                  | Camillo Carbonazzi                 | 78                      | 16,32                   |
|                                    |                                    |                                    |                         |                         |
| Iscritti                           | Iscritti                           | Iscritti                           | 732                     | 100,00                  |
| ↳ Votanti (% su iscritti)          | ↳ Votanti (% su iscritti)          | ↳ Votanti (% su iscritti)          | 497                     | 67,90                   |
| ↳ Voti validi (% su votanti)       | ↳ Voti validi (% su votanti)       | ↳ Voti validi (% su votanti)       | 478                     | 96,18                   |
| ↳ Schede non valide (% su votanti) | ↳ Schede non valide (% su votanti) | ↳ Schede non valide (% su votanti) | 19                      | 3,82                    |
| ↳ Astenuti (% su iscritti)         | ↳ Astenuti (% su iscritti)         | ↳ Astenuti (% su iscritti)         | 235                     | 32,10                   |